# 紀元前357年
紀元前357年（きげんぜん357ねん）は、ローマ暦の年である。
当時は、「ルティルスとインペリオススが共和政ローマ執政官に就任した年」として知られていた（もしくは、それほど使われてはいないが、ローマ建国紀元397年）。紀年法として西暦（キリスト紀元）がヨーロッパで広く普及した中世時代初期以降、この年は紀元前357年と表記されるのが一般的となった。

## 他の紀年法
- 干支 : 甲子
- 日本
  - 皇紀304年
  - 孝安天皇36年
- 中国
  - 周 - 顕王12年
  - 秦 - 孝公5年
  - 楚 - 宣王13年
  - 斉 - 桓公18年
  - 燕 - 文公5年
  - 趙 - 成侯18年
  - 魏 - 恵王13年
  - 韓 - 昭侯6年
- 朝鮮
  - 檀紀1977年
- ベトナム :
- 仏滅紀元 : 188年
- ユダヤ暦 :

## できごと

### ペルシア帝国
- アケメネス朝ペルシア帝国のサトラップ（大守）であったハリカルナッソスのマウソロスが、ロドスを属国化した。

### トラキア
- アテナイの将軍で、傭兵隊長だったカレス (Chares) とエウボイア島の傭兵だったカリデモス (Charidemus) がトラキアのケルソブレプテス王  (Cersobleptes) の支配下にあったトラキアのケルソネソスを、アテナイに奪還した。カリデモスはこの戦功に対して、アテナイから金冠を授けられた。

### マケドニア
- マケドニア王国の将軍パルメニオンは、イリュリア人に対して大勝利を収める。イリュリア人の脅威から解放されたマケドニア王ピリッポス2世は、アテナイの都市であったアンフィポリス（パンゲオン山脈の金鉱を支配していた）を占領した。この戦略的に重要な都市を押さえたことでマケドニア王国の東の境が安泰となり、トラキアへの進出が可能になった。
- マケドニア王ピリッポス2世は、エピルス (Epirus) のモロッシア人 (Molossians) の王女オリュンピアスと結婚し、マケドニア王国の西の境の安定化を図った。

### シチリア
- ディオニュシオス1世の義弟で、紀元前366年にディオニュシオス2世によってシュラクサイ（シラクサ）から追放されていたディオンは、ザキントス島に1500人の傭兵を集め、シチリアに渡った。ディオンは、軟弱なディオニュシオス2世から実権を奪い、ディオニュシオス2世は国外追放されてロクリへ逃れた。

### 中国
- 魏と趙が鄗で会合した。

## 死去
- 斉の桓公